# Glorious Purpose (Temporada 2)
«Glorious Purpose» es el sexto y último episodio de la segunda temporada y duodécimo episodio en general de la serie de televisión estadounidense Loki, basada en Marvel Comics y protagonizada por el personaje homónimo. Ve a Loki trabajando con Mobius M. Mobius, Sylvie, Hunter B-15 y otros miembros de Time Variance Authority (TVA) para salvar el Telar Temporal y resguardar el multiverso. El episodio está ambientado en el Universo Cinematográfico de Marvel (MCU), compartiendo continuidad con las películas de la franquicia. Fue escrito por el escritor principal Eric Martin y dirigido por Aaron Moorhead y Justin Benson.
Tom Hiddleston retoma su papel de Loki de la serie de películas, protagonizada junto a Sophia Di Martino (Sylvie), Gugu Mbatha-Raw (Renslayer), Wunmi Mosaku (Hunter B-15), Eugene Cordero, Tara Strong (Miss Minutes), Neil Ellice, Jonathan Majors y Owen Wilson (Mobius) retoman sus papeles de la primera temporada, junto a Rafael Casal, Kate Dickie, Liz Carr y Ke Huy Quan. El desarrollo de la segunda temporada comenzó en noviembre de 2020, que se confirmó formalmente en julio de 2021. En febrero de 2022, se reveló que Benson, Moorhead y Martin dirigirían y escribirían, respectivamente, la mayor parte de la temporada.
«Glorious Purpose» se estrenó en Disney+ el 9 de noviembre de 2023.

## Argumento
Después de haber controlado su desfase, Loki intenta evitar la explosión del Telar Temporal en la sede de la Autoridad de Variación Temporal (TVA) deslizándose repetidamente en el tiempo hasta momentos antes de la explosión y usando su experiencia para tomar diferentes acciones. Debido a la urgencia y siguiendo el consejo de Ouroboros, pasa siglos aprendiendo la ciencia detrás del multiplicador de rendimiento. Llegado el momento, Loki toma acciones que permiten que Victor Timely se acerque con éxito al telar, active el multiplicador de rendimiento y regrese sano y salvo. Sin embargo, el Telar vuelve a sobrecargarse y explota, ya que aunque se hagan todos los ajustes necesarios, ninguno puede acomodar las infinitas ramas de la línea de tiempo.
Cambiando su estrategia para querer evitar que la Sagrada Línea de Tiempo se ramifique, Loki se traslada al momento antes de que Sylvie mate a He Who Remains. Loki intenta repetidamente detenerla, pero ella dice que tendrá que matarla para detenerla; él no lo hace y ella siempre consigue matar a He Who. Cuando Loki le pregunta a He Who Remains por que no se defiende, He Who Remains congela a Sylvie en el tiempo y le reconoce a Loki que ya sabía todo sobre el problema con el Telar y su desfase temporal indicando que él «pavimentó ese camino». Cuando Loki muestra su capacidad de congelar el tiempo, He Who Remains revela que el Telar es un mecanismo de seguridad, que al sobrecargarlo protege la Sagrada Línea al eliminar las líneas de tiempo ramificadas junto con mantener la AVT. Viendo que Loki esta decidido a romper su ecuación, le da a elegir entre dos opciones: destruir el Telar y arriesgarse a una guerra multiversal apocalíptica con las variantes de He Who Remains o matar a Sylvie para protegerlo a él y a la Sagrada Línea.
Buscando consejos, Loki viaja al momento de su detención con Mobius  donde le pregunta sobre cómo deciden quien vive y quien no. Tras contarle una historia sobre un cazador que no quiso podar a una variante, Mobius le dice a Loki que acepte cargas por el bien común, por más que las decisiones sean difíciles. Luego viaja a Pasadena con Sylvie, que al ver que Loki desea mantener la Sagrada Línea, le insta a dejar morir a He Who Remains y mantener el libre albedrío, suponiendo que un reemplazo le haría más daño y sufrimiento. Esto hace que Loki entienda que puede reemplazarlo con algo mejor.
Loki regresa al momento antes de la explosión y les dice a Sylvie y Mobius que sabe el tipo de dios que quiere ser. Entra al Telar en lugar de Timely y usa sus poderes para destruir el Telar, revivir las ramas moribundas y acomodarlas en una estructura en forma de árbol, comprometiéndose a supervisar las ramas solo al Final del Tiempo.
Después de las acciones de Loki, la AVT acepta las infinitas bifurcaciones de la línea de tiempo y ahora rastrea las variantes de He Who Remains, con Mobius reportando que uno de ellos fue detenido en un «reino adyacente» en la Tierra-616. Hunter B-15 se convierte en una de las líderes de la nueva AVT, Ouroboros reactiva a Miss Minutes, ahora más amigable y escribe una actualización del Manual de la AVT con Timely como coautor. En una línea de tiempo, un joven Timely no recibe el Manual de TVA en 1863. En el Vacio, Ravonna Renslayer se despierta cerca de un escudo de la AVT y ve a Alioth. Mobius decide retirarse de la AVT, sin antes observar a su variante Don y sus hijos junto con Sylvie, que parte a su nueva vida. Al final del tiempo, Loki escucha a sus amigos a través de ellas con una expresión desconsolada pero satisfecha en su rostro.

## Producción

### Desarrollo
El desarrollo de una segunda temporada de Loki había comenzado en noviembre de 2020, lo que se confirmó a través de una escena a mitad de créditos en el final de la primera temporada, que se estrenó en julio de 2021. En febrero de 2022, el dúo de directores Justin Benson y Aaron Moorhead fueron contratados para dirigir la mayoría de los episodios de la segunda temporada. Eric Martin, escritor de la primera temporada que asumió algunas de las tareas del creador de la serie Michael Waldron durante la producción de esa temporada, estaba listo para escribir los seis episodios de la segunda temporada. Los productores ejecutivos de la temporada incluyen a Kevin Feige, Stephen Broussard, Louis D'Esposito, Victoria Alonso, Brad Winderbaum y Kevin R. Wright de Marvel Studios, junto con la estrella Tom Hiddleston, Benson y Moorhead, Martin y Waldron.  El sexto episodio, titulado «Glorious Purpose», ref name=":0"/> fue escrito por Martin. 

### Escritura
El episodio tiene el mismo título que el primer episodio de la serie, lo cual fue una decisión deliberada. Hiddleston declaró que el equipo creativo había utilizado la frase «Glorioso propósito» como declaración de misión de la serie, y agregó que todos los personajes querían buscar un propósito en sus vidas, que estaba «en el ADN del programa». Tras la conclusión de la primera temporada y durante la producción de la segunda, el equipo creativo entendió que la temporada terminaría con Loki ascendiendo al trono. El equipo también quería mostrar a Loki atrapado en bucles de tiempo, y Kevin Wright lo comparó con Run Lola Run (1998). Wright también atribuyó la idea de los bucles de tiempo al editor Paul Zucker y afirmó que la escena final del episodio se había desviado del guion original. Eric Martin describió la gran idea del episodio como «llevar a Loki de un dios con g minúscula a un Dios con G mayúscula» y sintió que había culminado cuando Loki decide convertirse en el supervisor del Fin de los Tiempos, ya que había sacrificado «lo que más quiere» para que los demás puedan vivir con libre albedrío. Profundizando en esta noción, Martin lo comparó con Atlas y quiso hacer el viaje «difícil» para Loki, ya que Loki había decidido renunciar a su autonomía para preservar de forma segura el multiverso. Atribuyó el final del episodio a estar conectado con el final de la primera temporada, queriendo explorar si la perspectiva de Loki o Sylvie era correcta. El equipo creativo celebró numerosas reuniones para decidir cómo se escribirían las secuencias de Loki destruyendo el Telar y ascendiendo al trono de la ciudadela.
La escena de apertura muestra a Loki retrocediendo en el tiempo a la TVA para hablar con Mobius, que es paralela a la escena del primer episodio de la serie. Hiddleston sintió que tenía sentido que Loki volviera «al principio de la historia», mientras que Kevin Wright describió la escena en la que Loki le decía «adiós» a Mobius como resultado del «retomo de la historia» después de Loki. entrando a la sala de control del Núcleo Temporal. También notó que la escena era una inversión del primer episodio de la serie, ya que Loki le hacía muchas preguntas a Mobius. Mientras tanto, Eric Martin declaró que la escena involucraba a Loki «involucrándose emocionalmente» con Mobius. Martin había caracterizado a Mobius como «agitado por todo esto», y señaló que su devoción por su papel en la TVA lo había llevado a ignorar otras posibilidades para su propia vida hasta el episodio, en el que se da cuenta de que no quiere trabajar para la TVA y está dispuesto a «ir a explorar y descubrir las oportunidades que existen». También añadió que Sylvie ahora asumirá la responsabilidad de su acción de manera más proactiva y, en última instancia, «irá en una dirección».  Mientras tanto, Wright interpretó la escena de Mobius en Ohio como si él «superara un obstáculo personal» y amplió el sentimiento de Martin diciendo que Loki le había ayudado a brindarle oportunidades más allá de su vida en la TVA.
Durante el enfrentamiento de Loki con He Who Remains, recita dos versos del poema de T. S. Eliot «Little Gidding» (1942) de su colección Four Quartets: «Morimos con los moribundos. Nacemos con los muertos; mira, ellos regresan, y traernos con ellos». Hiddleston disfrutó el trabajo de Eliot y sintió que el poema era muy simbólico del carácter general de Loki, y previamente se había referido a sus trabajos con el equipo de producción durante el desarrollo de la serie.

### Reparto
El episodio está protagonizado por Tom Hiddleston como Loki, Sophia Di Martino como Sylvie, Gugu Mbatha-Raw como Ravonna Renslayer, Wunmi Mosaku como Hunter B-15, Eugene Cordero como Casey, Rafael Casal como Hunter X-5 / Brad Wolfe, Tara Strong como Miss Minutes, Liz Carr como Judge Gamble, Neil Ellice como Hunter D-90, Jonathan Majors como Victor Timely y He Who Remains, Ke Huy Quan como Ouroboros y Owen Wilson como Mobius M. Mobius.  También aparecen en el episodio Nasri Thompson como el joven Victor Timely y Caleb y Blake Johnston-Miller como los hijos de Don.

### Rodaje y efectos visuales
El rodaje tuvo lugar en Pinewood Studios en el Reino Unido, bajo la dirección de Benson y Moorhead.  Las escenas del episodio estuvieron entre las primeras que se filmaron para la temporada, particularmente la escena en la que Loki regresa a la TVA con Mobius.  La filmación en la «sala del telar» se había producido durante unos días, mientras el equipo de producción había estado volviendo a filmar variaciones del tiempo de Loki. El equipo también estaba preocupado por filmar escenas con He Who Remains, ya que sentían que sería «recauchutar el mismo terreno que la temporada 1». Como tal, Kevin Wright decidió detener la filmación y volver a reunirse con el equipo de producción, durante el cual Hiddleston discutió posibles ideas con el supervisor del guion y pudo reelaborar la escena con los escritores y Jonathan Majors. Además, Hiddleston también había improvisado la frase «Para ti, para todos nosotros» mientras da un paso hacia el telar, que era una alusión a Thor (2011).
Los efectos visuales para el episodio fueron creados por Trixter, Framestore, Rising Sun Pictures, Industrial Light & Magic, Cantina Creative, FuseFX y Lola VFX. La idea de Loki de tejer el multiverso en la forma de Yggdrasil surgió en enero de 2023, y el equipo de postproducción pasó siete meses trabajando en la escena. Wright había sentido que la idea había surgido de «jugar con la idea de que todo esto era un circuito cerrado» e imaginó a Yggdrasil como la «encapsulación perfecta de ello».

## Recepción

### Audiencia
De acuerdo con Nielsen Media Research que mide la cantidad de minutos vistos por el público estadounidense en televisores, Loki fue la serie original más vista en los servicios de streaming durante la semana del 6 al 12 de noviembre de 2023, con 753 millones de minutos vistos, lo que supuso un aumento del 34,5% con respecto a la semana anterior.

### Respuesta crítica
El sitio web de recopilación de reseñas Rotten Tomatoes informa un índice de aprobación del 73% basado en 15 reseñas.
Therese Lacson de Collider escribió que Marvel inesperadamente «logró mantener el aterrizaje» con Loki, ya que el programa en realidad se centró en Loki, en lugar de ser un «trampolín hacia el MCU más amplio» como muchos otros programas de televisión de Marvel. Hiddleston aportó una «actuación emocional» que muestra «desesperación» por salvar el multiverso en este final. Lacson elogió el personaje de Loki por mostrar crecimiento al ganar altruismo, con su »amor por Sylvie» que le impidió matarla para salvar el multiverso, lo que le hizo «sacrificarse a sí mismo antes que a nadie más», una decisión de inmensas consecuencias para el multiverso, pero dentro de una «historia contenida». En última instancia, el episodio «reúne todos los elementos de la serie y de la vida de Loki» para un final «apropiado» y «poético», escribió Lacson.
William Hughes de The A.V. Club le dio una calificación de «A» al episodio, ya que estuvo «muy cerca del perfecto Loki, en cada uno de sus tres actos muy diferentes: divertido, rápido, ambicioso, embriagador, un poco tonto y actuado, escrito y filmado tan bien como cualquiera podría desear». Hughes elogió a los directores Justin Benson y Aaron Moorhead «por haber liberado a Loki de la narración convencional de Marvel» al volverse «abstracto, obtuso, glorioso» y «genuinamente extraño», al permitir que Loki rescatara las líneas temporales y «se apoderara de un trono, de la manera más hermosa manera posible», como supervisor del árbol de la línea de tiempo, «un acto verdaderamente mítico, que trasciende la trama al servicio de una historia cruda y emocionalmente conmovedora». Para un programa de dos temporadas de «sistemas» de control y maldad sin amor, que incluía el Telar Temporal, el programa termina con el sistema de Loki amando a sus habitantes, destacó Hughes.
Sabina Graves de Gizmodo escribió que este final de temporada ve a Loki teniendo «su destino cumplido» mientras «todo encaja en su lugar». Inicialmente, Loki se negó a acercarse al Telar y el hecho de que Timely lo hiciera repetidamente mostró el crecimiento de su personaje, escribió Graves, ya que estaba «tratando desinteresadamente de cambiar el destino de todos sin intervenir». Cuando Loki guarda las líneas de tiempo y se convierte en «el Dios de las historias, encontrando su glorioso propósito», fue un «arco verdaderamente ganado», según Graves. Sin embargo, Graves criticó la escritura del personaje de Sylvie por no haber evolucionado, y Graves calificó la elección de Sylvie de trabajar para McDonald's como «increíble; tiene poderes mágicos literales y podría haber hecho cualquier cosa por sí misma si ya no quisiera ser una luchador y buscaba la paz».
Fran Ruiz de Space.com describió el final como «el Universo Cinematográfico de Marvel (MCU) en su máxima expresión», en contraste con la película del MCU The Marvels que acaba de estrenarse antes de este episodio. El episodio fue «divertido» y terminó «con una nota agridulce de la mejor manera posible, dándole al personaje principal y a sus aliados más cercanos una conclusión lógica y satisfactoria que se siente a la vez emotiva y lógica en todo momento». Ruiz elogió la actuación de Hiddleston como Loki como «uno de los mejores (si no el mejor) intérprete del MCU», aportando una nueva faceta al personaje al «encarnar perfectamente a un tipo que ha visto y aprendido demasiado pero que se está impacientando» durante su deslizamientos repetidos del tiempo.
Siddhant Adlakha de Vulture calificó el episodio con 2 estrellas de 5, ya que tiene «algunas grandes ideas», pero está «agobiado por una dependencia de un simbolismo sin significado y de una mecánica de la trama sin un núcleo humano». El problema subyacente de la segunda temporada de Loki surge del Telar Temporal, escribió Adlakha, ya que es «un dispositivo teóricamente representativo del dilema entre una línea de tiempo y muchas -entre el determinismo y el libre albedrío- pero sólo se trata como una máquina»; luego, cuando Loki guarda las líneas de tiempo, su representación como «cuerdas enormes» no logra transmitir adecuadamente «lo que representan en términos de personas salvadas o vidas vividas». Finalmente, en opinión de Adlakha, el aspecto positivo más «intachable» de Loki a lo largo de dos temporadas es su partitura musical de Natalie Holt.
Las reseñas de Collider, The A.V. Club, Space.com y Vulture interpretan el cambio de las líneas de tiempo de Loki a una estructura similar a un árbol como una referencia a Yggdrasil, el árbol de la vida nórdico.